# Leichtathletik-Weltmeisterschaften 2019/Teilnehmer (Britische Jungferninseln)
| Gelbes Symbol für Goldmedaillen mit stilisierten Olympischen Ringen | Graues Symbol für Silbermedaillen mit stilisierten Olympischen Ringen | Braundes Symbol für Bronzemedaillen mit stilisierten Olympischen Ringen |
| ------------------------------------------------------------------- | --------------------------------------------------------------------- | ----------------------------------------------------------------------- |
| —                                                                   | —                                                                     | —                                                                       |

Der Leichtathletikverband der Britischen Jungferninseln nahm an den Leichtathletik-Weltmeisterschaften 2019 in Doha teil. Drei Athletinnen und Athleten wurden vom britischen-jungferninseln Verband nominiert.

## Ergebnisse

### Frauen

#### Sprung/Wurf
| Athletin       | Disziplin  | Qualifikation | Qualifikation | Finale     | Finale |
| Athletin       | Disziplin  | Weite/Höhe    | Platz         | Weite/Höhe | Platz  |
| -------------- | ---------- | ------------- | ------------- | ---------- | ------ |
| Chantel Malone | Weitsprung | 6,45 m        | 22            | DNQ        | DNQ    |

### Männer

#### Laufdisziplinen
| Athlet         | Disziplin    | Vorlauf | Vorlauf | Halbfinale | Halbfinale | Finale     | Finale |
| Athlet         | Disziplin    | Zeit    | Platz   | Zeit       | Platz      | Zeit       | Platz  |
| -------------- | ------------ | ------- | ------- | ---------- | ---------- | ---------- | ------ |
| Kyron McMaster | 400 m Hürden | 49,60 s | 9       | 48,40 s    | 5          | 48,10 s SB | 4      |

#### Sprung/Wurf
| Athlet       | Disziplin   | Qualifikation | Qualifikation | Finale     | Finale |
| Athlet       | Disziplin   | Weite/Höhe    | Platz         | Weite/Höhe | Platz  |
| ------------ | ----------- | ------------- | ------------- | ---------- | ------ |
| Eldred Henry | Kugelstoßen | 20,13 m       | 21            | DNQ        | DNQ    |